# U-628
| U-628                      | U-628                                                          | U-628                                                          |
| -------------------------- | -------------------------------------------------------------- | -------------------------------------------------------------- |
|                            |                                                                |                                                                |
|                            |                                                                |                                                                |
|                            |                                                                |                                                                |
| Під прапором               | Третій рейх                                                    | Третій рейх                                                    |
| Спуск на воду              | 29 квітня 1942 року                                            | 29 квітня 1942 року                                            |
| Виведений зі складу флоту  | 3 липня 1943 року                                              | 3 липня 1943 року                                              |
| Сучасний статус            | затоплений                                                     | затоплений                                                     |
| Проєкт                     |                                                                |                                                                |
| Тип ПЧ                     | Торпедний ДПЧ                                                  | Торпедний ДПЧ                                                  |
| Основні характеристики     |                                                                |                                                                |
| Швидкість (надводна)       | 17,7 вузлів                                                    | 17,7 вузлів                                                    |
| Швидкість (підводна)       | 7,6 вузлів                                                     | 7,6 вузлів                                                     |
| Робоча глибина занурення   | 100 м                                                          | 100 м                                                          |
| Гранична глибина занурення | 220 м                                                          | 220 м                                                          |
| Екіпаж                     | 44 осіб                                                        | 44 осіб                                                        |
| Розміри                    |                                                                |                                                                |
| Довжина найбільша (по КВЛ) | 67,1 м                                                         | 67,1 м                                                         |
| Ширина корпусу найб.       | 6,2 м                                                          | 6,2 м                                                          |
| Висота                     | 9,6 м                                                          | 9,6 м                                                          |
| Середня осадка (по КВЛ)    | 4,70 м                                                         | 4,70 м                                                         |
| Водотоннажність надводна   | 769 т                                                          | 769 т                                                          |
| Озброєння                  |                                                                |                                                                |
| Артилерія                  | одна палубна гармата калібру 88-мм, одна 20-мм зенітна гармата | одна палубна гармата калібру 88-мм, одна 20-мм зенітна гармата |
| Торпедно- мінне озброєння  | 4 носових і один кормовий ТА. 14 торпед або 26 мін             | 4 носових і один кормовий ТА. 14 торпед або 26 мін             |

U-628 — німецький підводний човен типу VIIC, часів  Другої світової війни.
Замовлення на будівництво човна було віддане 15 серпня 1940 року. Човен був закладений на верфі суднобудівної компанії «Blohm + Voss» у Гамбурзі 7 серпня 1941 року під будівельним номером 604, спущений на воду 29 квітня 1942 року, 25 червня 1942 року увійшов до складу 5-ї флотилії. Також за час служби перебував у складі 1-ї флотилії. Єдиним командиром човна був капітан-лейтенант Генріх Газеншар.
Човен зробив 4 бойових походи, в яких потопив 4 (загальна водотонажність 21 765 брт) та пошкодив 3 (загальна водотонажність 20 450 брт) судна.
Потоплений 3 липня 1943 року в Біскайській затоці північно-західніше мису Ортегаль (44°11′ пн. ш. 08°45′ зх. д. / 44.183° пн. ш. 8.750° зх. д.) глибинними бомбами британського бомбардувальника «Ліберейтор». Всі 49 членів екіпажу загинули.

## Потоплені та пошкоджені кораблі[3]
| Назва               | Тип                | Належність      | Дата           | Тоннаж (БРТ) | Вантаж                                               | Статус     | Місце                                                       |
| Lynton Grange       | суховантажне судно | Велика Британія | 29 грудня 1942 | 5 029        | 5 997 т державних матеріалів та генеральних вантажів | потоплено  | 43°23′ пн. ш. 27°14′ зх. д. / 43.383° пн. ш. 27.233° зх. д. |
| Glittre             | танкер             | Норвегія        | 23 лютого 1943 | 6 409        | Баласт та 600 т палива для ескорту конвою            | пошкоджено | 47°00′ пн. ш. 36°20′ зх. д. / 47.000° пн. ш. 36.333° зх. д. |
| Winkler             | танкер             | Панама          | 23 лютого 1943 | 6 907        | Баласт                                               | пошкоджено | 46°48′ пн. ш. 36°18′ зх. д. / 46.800° пн. ш. 36.300° зх. д. |
| Ingria              | суховантажне судно | Норвегія        | 24 лютого 1943 | 4 391        | Баласт                                               | потоплено  | 45°12′ пн. ш. 39°17′ зх. д. / 45.200° пн. ш. 39.283° зх. д. |
| Manchester Merchant | суховантажне судно | Велика Британія | 25 лютого 1943 | 7 264        | Баласт                                               | потоплено  | 45°10′ пн. ш. 43°23′ зх. д. / 45.167° пн. ш. 43.383° зх. д. |
| Fort Rampant        | суховантажне судно | Велика Британія | 17 квітня 1943 | 7 134        | 8 700 т деревини та генеральних вантажів             | пошкоджено | 47°22′ пн. ш. 21°58′ зх. д. / 47.367° пн. ш. 21.967° зх. д. |
| Harbury             | суховантажне судно | Велика Британія | 5 травня 1943  | 5 081        | 6 129 т антрациту                                    | потоплено  | 55°01′ пн. ш. 42°59′ зх. д. / 55.017° пн. ш. 42.983° зх. д. |